# Христо Келчев
Христо Стефанов Келчев е български политик от БКП.

## Биография
Роден е на 12 декември 1919 г. в Казанлък. Като студент е член на РМС и БОНСС. Сътрудничи на Околийския комитет на БКП в Казанлък. През 1945 г. става член на БКП. Взема участие в събитията около 9 септември 1944 г. След 1946 г. е избран за първи секретар на Околийския комитет на БКП в Казанлък. Между 1954 и 1971 г. е последователно председател на Окръжния комитет на ОФ в Стара Загора, секретар на Окръжния комитет на БКП в града, председател на Изпълнителния комитет на Окръжния народен съвет. От 1971 до 1974 г. е заместник-министър на просветата. През 1974 г. е назначен за посланик на България в КНДР. От 5 ноември 1962 до 25 април 1971 г. е кандидат-член на ЦК на БКП, а от 25 април 1971 до 2 април 1976 г. е член на ЦК на БКП.